# Xàrbel Makhluf
Xàrbel Makhluf (àrab: شربل مخلوف, Xarbil Maẖlūf; francès: Charbel Makhlouf) (Bekaa Kafra, 8 de maig de 1828 - Annaya, 24 de desembre de 1898) va ser un religiós catòlic de ritu maronita libanès. És venerat com a sant a les esglésies catòliques. El seu nom secular era Yússuf Antun Makhluf (àrab: يوسف أنطون مخلوف, Yūsuf Anṭūn Maẖlūf, equivalent a ‘Josep Anton Makhluf’).

## Biografia
Nascut en una família pobre de ritu maronita i orfe de pare a l'edat de tres anys, fou educat pel seu oncle. Als 23 anys va entrar al monestir maronita de Sant Maró, a Annaya, on va viure fins a la mort.
Va fer els vots solemnes el 1853 i fou ordenat sacerdot el 1859, el 23 de juliol, a la seu patriarcal de Bkerke per la imposició de les mans de Monsenyor Yusef El-maridar. El seu primer contacte amb el món monàstic fou el 1851, quan viatjà a la localitat de Mayfouq i ingressà a l'edat de vint anys com a novici en el monestir maronita de la localitat, rebent-hi el nom de frare Xàrbel. Va ésser també a Kfifane, on va rebre instrucció del seu confessor Sant Nemtalah El Hardini. Xàrbel destacà pel seu amor a Crist i la seva de pregària, dejuni i penitència. Tingué fama com a predicador i se li atribuïen guariments i miracles, fins i tot després d'haver mort. De fet, no va fer més que posar en pràctica el que havia après del seu mestre espiritual i professor de teologia, Nemtala El Hardini quan li va dir: "Ésser sacerdot, fill meu, és ésser un altre Crist; per arribar a ser-ho només hi ha un camí: el del Calvari! Compromet-te sense decaïment: Ell t'ajudarà ".
Xàrbel Mahkluf vivia en una gran ascesi, era devot del Santíssim Sagrament i admirat pels companys. Després d'uns anys de vida comunitària va decidir viure els darrers anys de la seva vida pobrament com un ermità, en soledat. Morí al monestir maronita d'Annaya, la nit de Nadal de desembre de 1898.
A la seva tomba se'n conserva el cos incorrupte; es diu que n'emana un líquid aquós de sang, similar a l'emanació miraculosa de sang liquada o liqüefacció de Sant Gener de Nàpols, de sant Nicolau de Tolentino o de Sant Pantaleó.
Fou beatificat el 1965 i canonitzat el 1977, esdevenint el primer sant canonitzat del Líban.